# Omega Carinae
Omega Carinae (ω Carinae, förkortat Omega Car, ω Car) är en ensam stjärna belägen i den sydöstra delen av stjärnbilden Kölen. Den har en skenbar magnitud på 3,29, är synlig för blotta ögat där ljusföroreningar ej förekommer. Baserat på parallaxmätning inom Hipparcosuppdraget på ca 9,5 mas, beräknas den befinna sig på ett avstånd på ca 342 ljusår (ca 105 parsek) från solen.

## Egenskaper
Omega Carinae är en blå till vit jättestjärna av spektralklass B8 IIIe, och är en Be-stjärna som visar emissionslinjer av väte i dess spektrum. Den har förbrukat förrådet av väte i dess kärna och lämnat huvudserien. Den har en radie som är ca 6 gånger större än solens och utsänder från dess fotosfär ca 711 gånger mera energi än solen vid en effektiv temperatur av ca 13 300 K. 
Omega Carinae är en skalstjärna, som har en omgivande skiva av gas i ekvatorplanet. Den roterar snabbt med en projicerad rotationshastighet av 245 km/s, vilket anger en lägre gräns för stjärnans azimutala hastighet vid ekvatorn. Den kritiska ekvatorialhastigheten, vid vilken stjärnan skulle börja brytas upp, är 320 km/s. Stjärnans rotationsaxel lutar med en uppskattad vinkel på 70,8° mot siktlinjen från jorden.
Under de kommande 7500 åren kommer rörelsen för den södra himmelspolen att passera nära denna stjärna och I Carinae (5800 e.Kr.).